# 宋站镇
宋站镇，是中华人民共和国黑龙江省绥化市肇东市下辖的一个镇。因滨洲铁路在境内设的宋站得名。

## 行政区划
宋站镇下辖以下地区：
铁西村、晓光村、共荣村、乐业村、瑞光村、合胜村、万发村和宋站村。